# Tamias merriami
Tamias merriami är en däggdjursart som beskrevs av J.A.Allen 1889. Den ingår i släktet jordekorrar och familjen ekorrar.

## Taxonomi
Catalogue of Life listar tre underarter:
- T. merriami kernensis (Grinnell & Storer, 1916)
- T. merriami merriami J. A. Allen, 1889
- T. merriami pricei J. A. Allen, 1895

## Beskrivning
Artens grundfärg är gråbrun, med grå, bruna eller (sällsynt) svarta jämnbreda ryggstrimmor. Kinder och buk är vita, svansen är lång och buskig, vanligtvis med en smutsvit spets. Medellängden är omkring 13,5 cm, förutom svansen som har en medellängd av 11 cm. Vikten varierar mellan 72 och 78 g. Honan är större än hanen.

## Ekologi
Arten förekommer i busk- och chaparraltäckta habitat, blandat med ek-, tallskog, enbuskar och -träd, och gärna med trädstubbar, trädvältor och klippor. Den förekommer också i tät strandvegetation längs vattendrag. I bergen går den upp till 2 700 m. Den undviker områden där det finns tänkbara födokonkurrenter, som hjortråttor, känguruspringmöss, skogsråttor, vildsvin, svartbjörn och svartsvanshjort. Nattlegan sker i gamla hackspettbon, naturliga håligheter och tomma bon av kindpåsråttor.
Arten sover i regel inte vinterdvala, utom populationer som lever på hög höjd i bergen.

### Föda och predation
Stapelfödan är ekollon, men den förtär ett flertal andra typer av föda, både vegetabilisk och animalisk, som ett 70-tal olika växter, insekter, ödlor, småfåglar och fågelägg. Födosamlandet sker under dagtid, med en paus mitt på dagen. Kindpåsarna används flitigt för att transportera föda till ett lämpligt födoställe eller för att lägga upp förråd.
Arten utgör själv föda för ett antal rovdjur, som rödlo, prärievarg, långsvansad vessla, gråräv, nordamerikansk grävling, huskatt, amerikansk sparvhök, trasthök, virginiauv, skallerormar, tjursnokar och strumpebandssnokar.

### Fortplantning
Arten leker mellan mitten av januari till juni, med en topp i april. Den brunstiga honan lockar till sig hanar genom sitt läte. Hanen uppvisar ett lekbeteende där han först springer och hoppar kring honan, för att sedan nosa henne i ansiktet. När honan är parningsvillig hukar hon sig framför hanen. Honan får en kull per år. Efter parningen iordningställer hon ett bo i timmerstockar, stubbar eller håligheter. Hon är dräktig i genomsnitt 32 dagar, efter vilken hon får mellan tre och åtta (i genomsnitt fyra) outvecklade ungar. De är helt beroende av honan i åtminstone två veckor, och lämnar boet för första gången efter ungefär en månad.

## Utbredning
Utbredningsområdet är litet: Det består av tre countys i Kalifornien, USA (Kern, San Bernardino och San Mateo), och ett mindre område i norra delen av den mexikanska delstaten Baja California.

## Status
IUCN kategoriserar arten globalt som livskraftig, och populationen är stabil. Inga hot är angivna, men man konstaterar att populationen är liten och mycket fragmenterad.